# Paul-André Fortier
 (juillet 2018).
Si vous disposez d'ouvrages ou d'articles de référence ou si vous connaissez des sites web de qualité traitant du thème abordé ici, merci de compléter l'article en donnant les références utiles à sa vérifiabilité et en les liant à la section « Notes et références ».
Pour les articles homonymes, voir Fortier.
Paul-André Fortier (né le 30 avril 1948 à Waterville) est un chorégraphe québécois.

## Biographie
Paul André Fortier est dans les années 1970 un danseur au sein du Groupe Nouvelle Aire. Il a été de tous les projets de cette période (aux côtés d'Édouard Lock et Daniel Léveillé, entre autres), avant de créer, en 1981, sa compagnie, devenue ensuite, Fortier Danse-Création. Il crée également la compagnie Montréal Danse, cofondée avec Daniel Jackson en 1987. Durant dix ans, il fut professeur au département de danse de l’UQAM. 
Paul-André Fortier est le précurseur d’une théâtralité chorégraphique qui affichait les tensions du monde contemporain. Au début des années 1990, il a tenté l’aventure du solo, avec une trilogie (Les Males Heures (1989), La Tentation de la transparence (1991), Bras de plomb (1993)) à laquelle s’est jointe, par deux fois, Betty Goodwin. À la suite de cette rencontre déterminante, Paul-André Fortier privilégie des collaborations avec d’autres créateurs : l’artiste visuel Pierre Bruneau, le compositeur Alain Thibault, les artistes vidéo Patrick Masbourian et Takao Minami.
Il intègre les nouvelles techniques, notamment du multimédia, dans ses projets les plus récents, notamment Tensions (2001), Lumière (2004) et le Solo 1X60- Un jardin d’objets (2006). En 2006, son Solo 30X30, une danse minimale de trente minutes a été vue pendant trente jours d’affilée à Ottawa, Montréal, Yamaguchi (Japon), Nancy et Lyon (France), Newcastle upon Tyne et Londres (Angleterre), Bolzano et Rome (Italie), New York (États-Unis) et Liège (Belgique).
En 2008, invité par le Centre chorégraphique national - Ballet de Lorraine à Nancy, Paul-André Fortier crée Spirale, une œuvre pour douze danseurs, peu avant de présenter sa toute dernière création Cabane au Festival TransAmériques. À mi-chemin de la performance in situ et de l’installation, cette pièce rassemble autour d’une cabane modulable, le chorégraphe et l’artiste visuel/musicien/écrivain Rober Racine.
Le fonds d'archives de Paul-André Fortier est conservé au centre d'archives de Montréal de Bibliothèque et Archives nationales du Québec.

## Fortier Danse-Création
Paul-André Fortier fonde sa propre compagnie le 15 juillet 1981. D'abord nommée Danse-Théâtre Paul-André Fortier, elle devient Fortier Danse-Création . La compagnie Fortier Danse-Création a pour mandat de soutenir la création, la production et la diffusion des œuvres du chorégraphe Paul-André Fortier. La compagnie Fortier Danse-Création est membre de Circuit-est centre chorégraphique, du Regroupement québécois de la danse et de la Danse sur les routes du Québec.  
La compagnie Fortier Danse-Création a officiellement fermé ses portes en 2019.

## Chorégraphies
- 2018 : Solo 70
- 2017 : Trois
- 2016 : October Sky (installation chorégraphique pour la Nuit Blanche de Toronto)
- 2015 : Thin Ice (Glace vive)
- 2014 : 15 x la nuit, Misfit Blues
- 2012 : Vertiges
- 2011 : Box, L'homme au carton, reprise de Bras de plomb
- 2008 : Cabane, Spirale
- 2007 : -20°
- 2006 : Solo 1x60 - Un jardin d'objets, Solo 30x30
- 2004 : Lumière
- 2003 : Risque, Sparks
- 2002 : Excès
- 2001 : Tensions, MVTS
- 2000 : Loin, très loin
- 1998 : Jeux de fous
- 1996 : La part des anges, Entre la mémoire et l'oubli, Tête d'ange
- 1995 : Novembre
- 1993 : Bras de plomb, Double silence
- 1991 : La tentation de la transparence, Lost, Plein le cœur
- 1989 : Les males heures, L'été latent, Désert
- 1987 : O-Pé-Ra Savon, Sans titre et qui le restera, Le mythe décisif, Tell
- 1986 : Brûler
- 1985 : Chaleur
- 1984 : Venus 84, Assis soient-ils
- 1983 : Gravitation, Ça ne saigne jamais…
- 1982 : Non coupable, Moi King Kong, Lavabos, Pow!... T'es mort
- 1981 : Fin, Bande dessinée
- 1980 : Violence
- 1979 : Parlez-moi donc du cul de mon enfance, Rêve 1
- 1978 : Images noires, Derrière la porte un mur

## Prix et distinctions
- 1981 : Prix Jean A. Chalmer
- 1993 : Dora Mavor Moore Award for Outstanding New Choreography
- 2009 : Nommé Chevalier dans l'Ordre des Arts et des Lettres
- 2012 : Prix du Gouverneur général pour les arts du spectacle
- 2012 : Nomination au sein de l'Ordre du Canada
- 2013 : Bourse de carrière du Conseil des Arts et des Lettres du Québec
- 2018 :  Officier de l'Ordre national du Québec[4]
- 2019 : Compagnon de l'Ordre des arts et des lettres du Québec[5]
- 2019 : Lauréat du Grand prix de la danse de Montréal présenté par Québecor et la Ville de Montréal[6]